# Leptothorax gracilicornis
Leptothorax gracilicornis är en myrart som beskrevs av Carlo Emery 1882. Leptothorax gracilicornis ingår i släktet smalmyror, och familjen myror.

## Underarter
Arten delas in i följande underarter:
- L. g. gracilicornis
- L. g. nivarianus